# Erich von dem Bach-Zelewski
Erich von dem Bach-Zelewski (nacido Erich von Zelewski; Lauenburg, Pomerania, 1 de marzo de 1899-Múnich, Baviera, 8 de marzo de 1972) fue un militar alemán, miembro del partido nazi y Obergruppenführer de las SS.
Durante la Segunda Guerra Mundial tuvo el mando de algunas de las unidades más cruentas de las SS dedicadas al genocidio contra los judíos (la solución final o el Holocausto), además de otros grupos de población, sobre todo polacos y soviéticos. Suya fue la iniciativa de la creación del campo de concentración y exterminio de Auschwitz.

## Su juventud y sus inicios en el Partido nazi
Fue hijo de Otto von Zelewski. En 1916, con 17 años recién cumplidos, se alistó como voluntario en el Ejército prusiano, en el que permaneció durante toda la Primera Guerra Mundial, hasta 1918. Durante la guerra se hizo acreedor por dos veces a la Cruz de Hierro.
Acabada la guerra, con el armisticio firmado en Rethondes el 11 de noviembre de 1918, decidió permanecer en el Reichswehr, el nuevo ejército alemán de la República de Weimar limitado a unos efectivos de 100 000 hombres por las cláusulas del Tratado de Versalles, donde se quedó hasta 1924. Luego fue destinado a una compañía de guardas de fronteras (Grenzschutz), donde permaneció hasta 1930, año de su ingreso en el partido nazi.
En 1931 entró a la guardia pretoriana nazi, las SS, y ascendió rápidamente en las filas de la organización, hasta alcanzar en 1933 el grado de SS-Brigadeführer. Poco a poco pasó a adoptar el nombre de von dem Bach, en lugar de su nombre real, von Zelewski, para de ese modo conseguir una mayor sonoridad germánica de su apellido. Todo ello con el objetivo de probar que se trataba de «un buen alemán» y de «un buen nazi», a la vez que intentaba que se olvidase el hecho de que tres de sus hermanas estaban casadas con judíos, o el propio origen eslavo de su apellido.
Fue diputado del Reichstag, el parlamento alemán, entre 1932 y 1944, en un primer momento elegido democráticamente, pero tras la implantación de la dictadura nazi por designación directa del Partido, siempre representando al distrito de Breslau (hoy la ciudad polaca de Wroclaw).
El 30 de junio de 1934 tomó parte en la Noche de los cuchillos largos, que significó principalmente una depuración interna dentro del movimiento nazi, sobre todo centrada en la neutralización del poder de las SA (Sturmabteilung). Durante el ajuste de cuentas, envió a dos miembros de las SS para asesinar a su rival en la carrera por la ocupación de cargos políticos, el comandante de Caballería Freiherr Anton von Hohberg und Buchwald. Ocupó varios cargos en el Partido nazi, al principio en Prusia Oriental, y después de 1936, en Silesia, donde ya en 1937 fue nombrado HSSPF (Höherer Schutzstaffel und Polizeiführer), es decir, responsable máximo de la policía alemana y de las SS en el sector.

## Papel en la Segunda Guerra Mundial

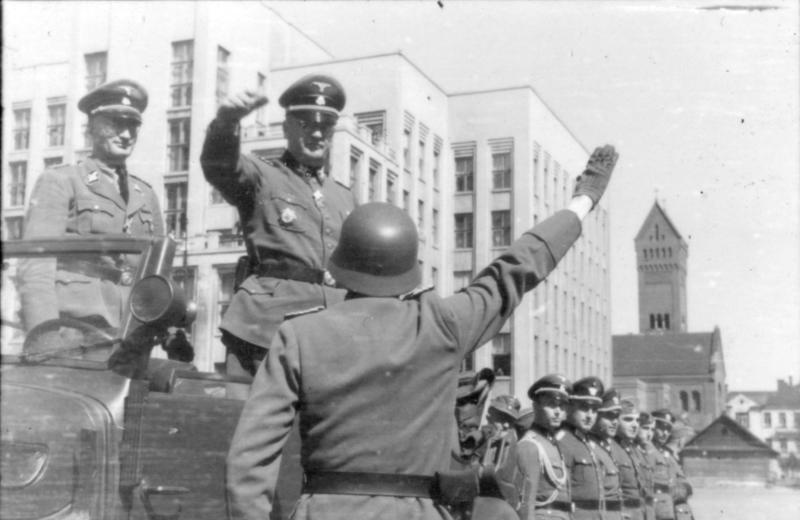
Bach-Zelewski preside una Parada militar de la Ordnungspolizei en Minsk, Unión Soviética en 1943.

A comienzos de la Segunda Guerra Mundial, durante la invasión de Polonia en septiembre de 1939, las unidades que mandaba en la campaña participaron en represalias contra la población civil y en la ejecución de prisioneros de guerra polacos.
El 7 de noviembre de 1939, Heinrich Himmler lo nombró comisario para el reforzamiento del germanismo en la región de Silesia. Desde su nuevo cargo, organizó las llamadas reinstalaciones judías, que eran pantallas genocidas de desplazamientos forzados de la población de origen eslavo, así como la confiscación de sus propiedades. A finales de 1939, tuvo la idea de abrir un campo de concentración para los habitantes no alemanes de la región, en las proximidades de la ciudad de Oswiecim. Himmler aceptó la propuesta, con lo que, en mayo de 1940, se inauguró el nuevo campo, con el nombre alemán de la ciudad de Oswiecim, llamado Auschwitz, que llegó a ser tristemente célebre. 
En agosto de 1940, antes de cumplirse un año desde el estallido de la guerra, las unidades de las SS bajo su mando habían confiscado las casas de más de 20 000 familias de la región de Zywiec, obligándolas a abandonar sus hogares. Poco después, el 28 de noviembre de 1940, eliminó oficialmente su apellido paterno de origen eslavo, Zelewski, pasando así a ser Erich von dem Bach.
El 22 de junio de 1941, con motivo de la Operación Barbarroja, la invasión de la Unión Soviética por el Tercer Reich, Erich von dem Bach fue nombrado HSSPF del Grupo de Ejércitos Centro o Heeresgruppe Mitte. El 8 de julio de 1941, tras dos semanas únicamente de actividad, uno de sus mensajes, interceptados por los servicios secretos del Reino Unido, afirmaba:

En la operación de limpieza de ayer en Slonim, realizada por el Centro de Regimientos de la Policía, 1153 pillos judíos fueron fusilados.

Y el 7 de agosto, un mes más tarde, envió un telegrama a Kurt Daluege y Heinrich Himmler en el que decía:

El número total de ejecuciones en el territorio de mi jurisdicción es ahora superior a 30.000.

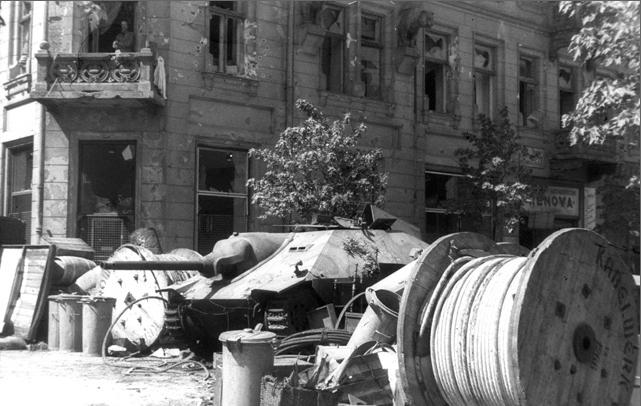
Barricada levantada en la plaza Napoleón de Varsovia, conformada entre otras cosas por un tanque alemán capturado, durante el Alzamiento de Varsovia.

En febrero de 1942 fue hospitalizado, según algunas versiones, por problemas psicológicos derivados de las operaciones de limpieza étnica y ejecuciones masivas de judíos a que se habían dedicado sus hombres en Bielorrusia. No obstante, otras fuentes afirman que se trataba de una mera incapacidad física no relacionada con las masacres. En cualquier caso regresó a sus funciones en julio, sin manifestar cambio alguno en su anterior conducta.
En junio de 1943 pasó a ser comandante del Bandenkampfverbände, responsable, entre otros numerosos crímenes demostrados, del asesinato de 35 000 civiles en la ciudad de Riga y de la muerte de más de 200 000 personas en Bielorrusia y en el este de Polonia. A pesar de que debía convertirse en el nuevo HSSPF de la ciudad de Moscú, la Wehrmacht fue derrotada a pocos kilómetros de la ciudad, en la llamada batalla de Moscú, con lo que von dem Bach mantuvo su cargo anterior, aunque también estuvo al mando de algunas unidades de las SS encargadas de la lucha contra los partisanos rusos en la retaguardia del Frente Oriental, hasta 1943.
En 1944 partió con destino al frente por primera vez, para combatir contra el Ejército Rojo en la región de Kovel, aunque en marzo regresó a Alemania para recibir nuevamente atenciones médicas. Sus responsabilidades relacionadas con el exterminio de los judíos fueron directamente asumidas por Heinrich Himmler.

### Varsovia

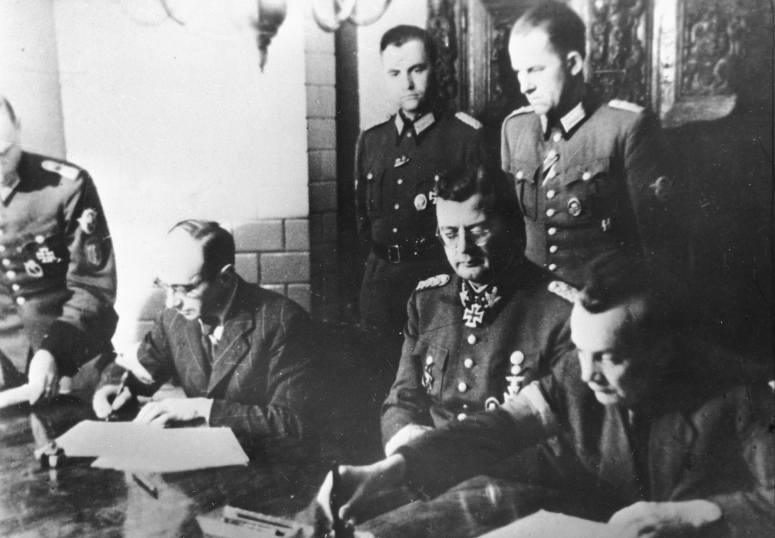
Erich von dem Bach-Zelewski preside la capitulación de Varsovia (octubre de 1944).

El 2 de agosto de 1944, asumió el mando de todas las tropas, tanto de las Schutzstaffel (SS) como de algunas unidades de la Wehrmacht que estaban bajo el mando de Heinz Guderian, que combaten contra los partisanos polacos de la Armia Krajowa en el llamado Alzamiento de Varsovia. Tras dos meses de encarnizados combates, que arrasaron la ciudad, logró reconquistar finalmente Varsovia, con un terrible saldo en pérdidas humanas; las tropas bajo su mando fusilaron a casi todos los supervivientes varones del alzamiento. Guderian intentó ponerle freno a las SS instando a Bach-Zelewski a que tratara a los cautivos como prisioneros de guerra; pero Himmler se opuso y la gestión de Guderian fue infructuosa: las tropas bajo su mando habían matado a más de 200 000 civiles, entre ellos alrededor de 65 000 por medio de «ejecuciones masivas», así como un número desconocido de prisioneros de guerra.
En el otoño de 1944 fue destinado a Hungría para tomar el mando del XIV Cuerpo de Ejército SS e intentar evitar que Hungría cambiase de bando y se uniese a los Aliados.

## El final de la guerra y el proceso de Núremberg
Entre el 26 de enero y el 10 de febrero de 1945, Bach-Zelewski estuvo al mando de uno de los «paper-corps» (cuerpos de papel, ya que sólo existían sobre el papel, no en la realidad) de las SS, un SS-Armeekorps en el frente en Alemania. No obstante, tras únicamente dos semanas de combates, los restos de unidades que mandaba habían sufrido pérdidas tan graves que, viendo cercana la derrota del Tercer Reich en la guerra, desertó, se ocultó e intentó abandonar el país, huyendo de la más que previsibles responsabilidades penales por sus actividades.
Fue detenido finalmente el 1 de agosto de 1945 por la Policía Militar estadounidense. Sin embargo, a cambio de prestar su testimonio de cargo contra sus antiguos superiores durante los juicios de Núremberg (cuando quiso recuperar su apellido eslavo pasando a presentarse como Erich von dem Bach-Zelewski), Bach-Zelewski no fue nunca juzgado y ni siquiera fue molestado por sus crímenes, no siendo tampoco extraditado a Polonia o la Unión Soviética, donde había cometido la mayor parte de sus crímenes. Salió de la prisión en 1949. La gestión de Bach-Zelewski en las SS costó aproximadamente la aniquilación de unas 450 000 personas indeseadas por el régimen nazi en suelo polaco y soviético.
Durante los juicios de Núremberg, afirmó:

Incluso hoy, cuando miro hacia atrás [...] me tengo que responder que fue bueno que unos cuantos tipos decentes como yo tuviéramos influencia en las SS, porque de ese modo evitamos cosas terribles.

En 1951 afirmó públicamente que había ayudado al líder nazi Hermann Göring a suicidarse, al proporcionarle las cápsulas de cianuro utilizadas por éste para su suicidio. No obstante, esa afirmación no es respaldada por ningún historiador serio.

## El final de su vida
En marzo de 1951, Erich von dem Bach-Zelewski fue condenado a diez años en un campo de trabajos forzados por el asesinato de opositores políticos a principios de los años 1930. Cumplió condena hasta 1958, cuando volvió a ser condenado a dos años y medio por el asesinato de un oficial de las SA durante la Noche de los cuchillos largos.
En 1961 recibió una condena de diez años más por el asesinato de diez comunistas alemanes en los años 1930. Para terminar, en 1962, fue condenado a cadena perpetua por el asesinato de seis comunistas alemanes en 1933. Ninguna de las condenas que se dictaron en su contra tuvo en cuenta su papel en el Este ni su participación en numerosas masacres, aunque había admitido públicamente haber asesinado a judíos, si bien insistiendo en su arrepentimiento y penitencia.
Falleció en la prisión de Múnich el 8 de marzo de 1972.

## Condecoraciones
- Cruz de Hierro 2.ª Clase 1914 (Eisernes Kreuz 1914, II. Klasse).
- Cruz de Hierro 1.ª Clase 1914 (Eisernes Kreuz 1914 I. Klasse).
- Placa de herido 1914 (Verwundetenabzeichen 1914).
- Broche de la Cruz de Hierro 1939 de 2.ª Clase 1914 (1939 Spange zum Eisernen Kreuzes 2. Klasse 1914).
- Broche de la Cruz de Hierro 1939 de 1.ª Clase 1914 (1939 Spange zum Eisernen Kreuzes 1. Klasse 1914).
- Medalla del Honor de Sajonia-Meining (Ehrenmedaille der Sachsen-Bedeutung).
- Cruz al Mérito de Guerra de Brunswick de 1.ª Clase (Brunswick Kriegsverdienstkreuz, 1. Klasse).
- Broche de oro del NSDAP (Goldenes Parteiabzeichen).
- Cruz alemana en oro (Deutsches Kreuz in Gold).
- Cruz de Caballeros de la Cruz de Hierro (Ritterkreuz des Eisernen Kreuzes) – 30 Set 1944.
- Mencionado en el Informe de las Fuerzas Armadas (Namentliche Nennung im Wehrmachtbericht) – 01 Oct 1944.
- Insignia de Guerra Antipartisana en plata (Bandenkampfabzeichen in Silber) – Nov 1944.
- Insignia Nacional Deportiva Alemana en plata (DRL Sportabzeichen in Silber).
- Insignia deportiva de las SA (SA-Sportabzeichen).
- Cruz al Mérito Militar de 2.ª Clase con Espadas (Kriegsverdienstkreuz 2. Klasse mit Schwertern).
- Cruz al Mérito Militar de 1.ª Clase con Espadas (Kriegsverdienstkreuz 1. Klasse mit Schwertern).
- Insignia SA de la reunión en Braunschweig en 1931 (Abzeichen des SA - Treffens Braunschweig 1931).
- Orden del Águila de Silesia (Schlesischer Adlerorden o Schlesisches Bewährungsabzeichen).
- Cruz de Gdansk de 1.ª Clase (Danziger Kreuz 1. Klasse).